# Flavoperla okamotoi
Flavoperla okamotoi är en bäcksländeart som först beskrevs av Zhiltzova 1979.  Flavoperla okamotoi ingår i släktet Flavoperla och familjen jättebäcksländor. Inga underarter finns listade i Catalogue of Life.